# Сонячне затемнення 13 вересня 2015 року
Часткове сонячне затемнення 13 вересня 2015 року можна було спостерігати в Південній Африці та Антарктиді. Це друге з двох сонячних затемнень, які відбулися 2015 року (перше було 20 березня). Належить до серії Сарос 125.
Сонячне затемнення трапляється коли Місяць проходить між Землею і Сонцем, таким чином повністю або частково закриваючи диск сонця спостерігачеві на Землі. Часткове затемнення трапляється в полярних регіонах коли центр місячної тіні проходить повз Землю.

## Зображення
| Регіони, де можна спостерігати затемнення 13 вересня 2015 року | Вигляд з боку Сонця |

## Серії до яких належить це сонячне затемнення

### Сонячні затемнення 2015-2018
Сонячні затемнення повторюються в цій серії приблизно через кожні 177 діб та 4 години
| Вузол, що заходить                                                                                       | Вузол, що заходить           |       | Вузол, що сходить            | Вузол, що сходить |
| Сарос | Мапа                         | Сарос | Мапа                         |                   |
| 120 Лонг'їр, Норвегія                                                                                    | 20 березня 2015 Повне        | 125   | 13 вересня 2015 Часткове     |                   |
| 130 | 9 березня 2016 Повне         | 135   | 1 вересня 2016 Кільцеподібне |                   |
| 140 | 26 лютого 2017 Кільцеподібне | 145   | 21 серпня 2017 Повне         |                   |
| 150 | 15 лютого 2018 Часткове      | 155   | 11 серпня 2018 Часткове      |                   |
| Часткові затемнення 13 липня 2018 та 6 січня 2019 року відбудуться в рамках наступної семестрової серії. |                              |       |                              |                   |

### Метонів цикл
Метонів цикл сонячних затемнень повторюється кожні 19 років (6939.69 діб) й триває протягом біля 5-ти циклів. Затемнення відбуваються приблизно одного і того ж календарного дня. 
Ця серія містить 21 сонячне затемнення, які подорожують з півночі на південь від 1 липня 2000 до 1 липня 2076 року.
| 1-2 липня    | 19-20 квітня   | 5-7 лютого    | 24-25 листопада   | 12-13 вересня   |
| 117          | 119            | 121           | 123               | 125             |
| ------------ | -------------- | ------------- | ----------------- | --------------- |
| 1 липня 2000 | 19 квітня 2004 | 7 лютого 2008 | 25 листопада 2011 | 13 вересня 2015 |
| 127          | 129            | 131           | 133               | 135             |
| 2 липня 2019 | 20 квітня 2023 | 6 лютого 2027 | 25 листопада 2030 | 12 вересня 2034 |
| 137          | 139            | 141           | 143               | 145             |
| 2 липня 2038 | 20 квітня 2042 | 5 лютого 2046 | 25 листопада 2049 | 12 вересня 2053 |
| 147          | 149            | 151           | 153               | 155             |
| 1 липня 2057 | 20 квітня 2061 | 5 лютого 2065 | 24 листопада 2068 | 12 вересня 2072 |
| 157          |                |               |                   |                 |
| 1 липня 2076 |                |               |                   |                 |